# Wake Me Up (Foals)
Wake Me Up is een nummer van de Britse alternatieve rockband Foals uit 2021. Het is de eerste single van hun nog te verschijnen zevende studioalbum.
"Wake Me Up" werd in de winter van 2020-2021 geschreven, vroeg in de ochtend in de kleine oefenruimte van Foals in Peckham. De coronapandemie had een grote invloed op de inspiratie van de bandleden. Met dit nummer laat de band een dansbaarder en meer disco-georiënteerd geluid horen dan ze eerder deden. Ook kent het nummer een vrolijk geluid. "Het nummer 'Wake Me Up' hebben we geschreven om mensen op te vrolijken en om los op te gaan op de dansvloer. Vooral na deze 18 maanden van de pandemie. Daarnaast is het een goede introductie voor de nieuwe nummers van het komende album", vertelde frontman Yannis Philippakis bij NPO 3FM-dj Sagid Carter in 3voor12Radio. In het Verenigd Koninkrijk had het nummer met een 98e positie niet veel succes. In het Nederlandse taalgebied bereikte het helemaal geen hitlijsten, wel werd het 3FM Megahit en werd er het door diverse radiostations gedraaid.